# Zeche Alte Steinkuhle
Die Zeche Alte Steinkuhle war ein Steinkohlenbergwerk in Laer-Steinkuhl, welches in der Zeit von 1737 bis 1928 in Betrieb war. Diese Zeche ist somit eine der ältesten im Ruhrgebiet. Das Bergwerk war auch unter den Namen Zeche Alte Steinkuhl und Zeche Alte Steinkohle bekannt. Bei der Namensgebung der Zeche benutzte man die örtliche Bezeichnung der Umgebung im Bereich des jetzigen Bochumer Stadtteils Laer.

## Geschichte

### Die Anfänge
Obwohl das Bergwerk schon im Jahr 1737 in Betrieb war, erfolgte die Verleihung des Längenfeldes (800 Meter streichend) erst im Jahr 1739. Im gleichen Jahr wurde ein Stollen nahe dem Haus Oberste Steinkuhl angesetzt. Die Auffahrung des Stollens erfolgte zunächst etwa 100 Meter nach Südwesten, anschließend in südöstlicher Richtung. Im Jahr 1754 erfolgte die Hinzuverleihung eines weiteren Feldesteils, eine weitere Hinzuverleihung eines Längenfeldes erfolgte am 5. Februar 1757.

### Der weitere Betrieb
Der Betrieb der Zeche war geprägt durch verschieden lange Betriebszeiten und dazwischen liegende Zeiten der Stilllegung. Zwischen 1754 und 1769 war die Zeche in Betrieb. Im Jahr 1770 wurden zunächst Kohlen über der Stollensohle abgebaut, im gleichen Jahr erfolgte die Stilllegung. Um 1830 versuchte man vermutlich einen neuen Abbaubeginn, es wurde ein neuer Schacht geteuft. Im Jahr 1889 war das Bergwerk wieder außer Betrieb, 1890 erfolgte eine kurze Betriebsaufnahme, ab 1891 war die Zeche wieder außer Betrieb.
Im Jahr 1910 wurde damit begonnen, einen tonnlägigen Schacht zu teufen. Dieser Schacht diente als Versuchsschacht zur Feldesaufklärung, ob die Zeche Berneck südlich des Schachtes Dannenbaum 2 in der Berechtsame abgebaut hatte. Im Jahr 1912 wurde der Förderbetrieb im Schacht begonnen. Außerdem wurde in einer Teufe von 50 Metern eine neue Sohle aufgefahren. Am Jahresende soff der Schacht ab und musste gesümpft werden, im Februar 1913 dann das erneute Absaufen des Schachtes. Aus Geldmangel wurde die Zeche stillgelegt.

### Die letzten Jahre bis zur Stilllegung
Am Jahresende des Jahres 1919 wurde die Zeche erneut in Betrieb genommen. Neben dem Versuchsschacht wurde damit begonnen, einen tonnlägigen Schacht zu teufen. Der Schacht wurde in der nordöstlichen Eckes des Feldes Berneck II angesetzt. Im Jahr 1920 erreichte der Schacht eine flache Teufe von 75 Metern, die 1. Sohle wurde bei 20 m (+112 m NN) angesetzt. Am 22. Januar 1921 Verleihung des Pachtvertrages und anschließender Abbau in den Geviertfeldern Amatus und Christiansburg. Im gleichen Jahr erfolgte bei einer Teufe von 40 Metern (+92 m NN) das Ansetzen der 2. Sohle. Die 3. Sohle wurde bei einer Teufe von 60 Metern (+72 m NN) angesetzt. Die Größe der Berechtsame betrug insgesamt 1,2 km2 Am 28. Februar 1928 wurde die Förderung eingestellt, am 1. Mai des gleichen Jahres wurde das Bergwerk endgültig stillgelegt. Die meisten Tagesanlagen wurden anschließend komplett abgebrochen.

## Belegschaft und Förderung
Im Jahr 1755 hatte die Zeche mit zwölf Bergleuten die größte Belegschaftsstärke des Amtsbereichs Bochum. 1890 wurden mit sieben Bergleuten 138 Tonnen Steinkohle gefördert. 1912 wurden mit zehn Bergleuten 305 Tonnen gefördert, 1913 sank die Förderung auf 39 Tonnen, die Belegschaftsstärke sank auf drei Bergleute. Ab 1920 stieg die Förderung wieder an, es wurden mit 38 Bergleuten 285 Tonnen Steinkohle gefördert. Ein weiterer Anstieg der Förderung erfolgte im Jahr 1926, als mit 209 Bergleuten rund 62.000 Tonnen Steinkohle gefördert wurden. Dies war die maximale Förderung des Bergwerkes. Im Jahr der Stilllegung sank die Förderung auf 2.050 Tonnen. Diese Förderung wurde mit nur elf Bergleuten erbracht, die letzte Betriebsphase der Zeche war somit recht produktiv.